# Maremma (streek)

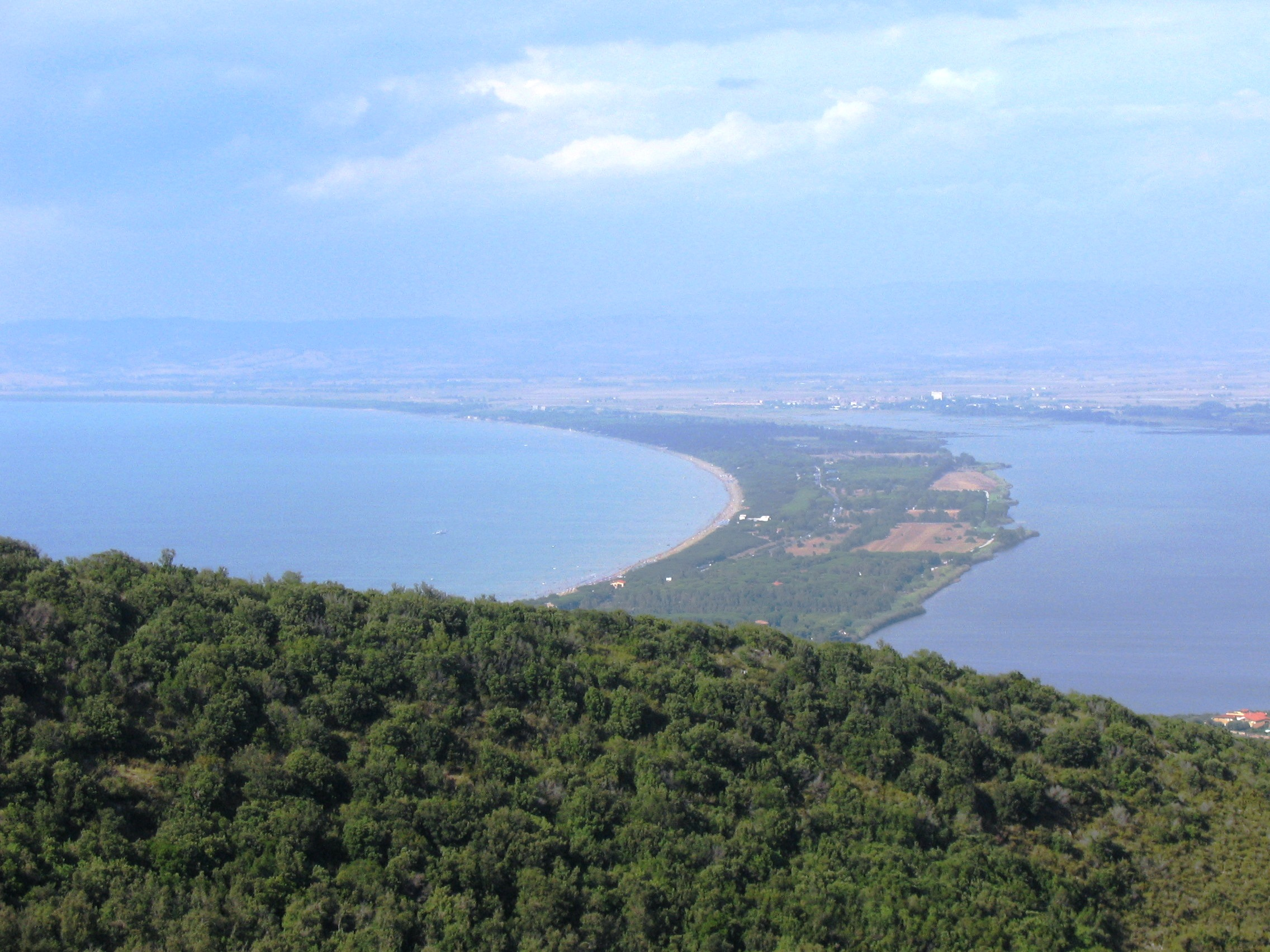
Kust van de Maremma

De Maremma (van het Latijnse woord Maritima; 'gelegen aan de zee') is een streek aan de Tyrreense Zee in Italië, in het zuidwesten van Toscane en in het noordwesten van Lazio.
In zijn Divina Commedia situeert Dante Alighieri het gebied van de Maremma tussen Cecina en Corneto, de vroegere naam van Tarquinia:
Non han sì aspri sterpi nè sì folti
Quelle fiere selvagge che 'n odio hanno
Tra Cecina e Corneto i luoghi colti.

## Geschiedenis
De langs de kust gelegen lagere delen van de Maremma kenden in het verleden veel meren en moerassen. De hier toen aanwezige malariamuggen leidden tot een ongezonde omgeving. Hierdoor raakten de kustgebieden in de middeleeuwen sterk ontvolkt. Door de malaria is ook de ten noorden van Grosseto gelegen oude Romeinse stad Roselle (in het Latijn: Rusellae), tot 1138 zetel van een bisdom, uiteindelijk verlaten.
De Maremma werd traditioneel bevolkt door de butteri, veefokkers die tot voor kort nog altijd paarden gebruikten. In de 18e en 19e eeuw begonnen de groothertogen van Toscane met het inpolderen van de moerassen en lagunes. De moerassen zijn op grote schaal drooggelegd in de jaren 30 van de twintigste eeuw tijdens het fascistische regime, op basis van eerder gemaakte plannen. De kustgebieden zijn opnieuw bevolkt met mensen uit andere Italiaanse regio's, met name uit de Veneto.
De Maremma is anno 2015 een toeristische bestemming. Veel toeristen bezoeken de badplaatsen aan de kust. Maar ook het binnenland wordt gepromoot als een gebied met oude tradities en een traditionele cultuur, geschikt als bestemming voor "agritoerisme" (agriturismo). Scansano produceert een bekende rode wijn, de Morellino di Scansano. Andere bekende DOC Wijnen zijn de Bianco di Pitigliano, de Capalbio, de Parrina, de Montescudaio, de Montecucco en Monteregio.

## Het vee van Maremma en de Butteri
In de Maremma spelen de Maremma-koeien en de Butteri, de traditionele Italiaanse cowboys, een centrale rol in de lokale cultuur en landbouw. De Maremma-koeien, bekend om hun lange hoorns en robuuste bouw, grazen op de uitgestrekte vlaktes van de Maremma. Dit halfwilde vee wordt gehoed door de Butteri, wiens tradities teruggaan tot de oudheid. De Butteri staan bekend om hun uitzonderlijke rijkunsten en diepgaand begrip van veeteelt. Een historische gebeurtenis die de vaardigheden van de Butteri benadrukt, is hun overwinning in een vriendschappelijke wedstrijd tegen Buffalo Bill en zijn cowboys in 1890, wat de superieure vaardigheden van de Butteri in het veebeheer aantoonde. Deze levende traditie onderstreept de diepe verbinding van de regio met zijn agrarische geschiedenis en draagt bij aan het behoud van het cultureel erfgoed van de Maremma.

## Gebieden

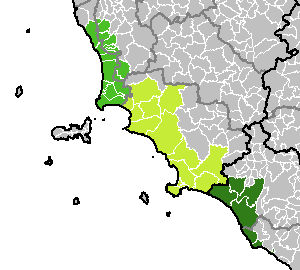
Kaart van de Maremma:
Maremma Pisana (provincie Livorno)
Maremma Senese (provincie Grosseto)
Maremma Laziale (provincie Viterbo)

De Maremma kan worden onderverdeeld in vijf gebieden, elk met eigen kenmerken.
- De Alta Maremma is het noordelijke deel van de regio en grenst aan de provincie Siena. Dit gebied wordt gekenmerkt door de vele dorpen op een heuveltop (Civitella Marittima, Roccastrada, Roccatederighi, Sassofortino, Montemassi, Massa Marittima, Cinigiano, Campagnatico, Pari).

- Het hart van de Maremma. Grosseto is de hoofdstad van de Maremma. De omgeving van Grosseto en de kust, met Marina di Grosseto, Castiglione della Pescaia en de kleine dorpen in de vlakte tussen de stad en de kust, vormen het hart van de Toscaanse Maremma.

- De heuvels van de Alta Maremma. De heuvels van de Maremma kunnen worden verdeeld in drie gebieden: de area del tufo (letterlijk: "het tufsteen-gebied"), de Colline Metallifere (letterlijk: "de heuvels met productie van metalen") en de heuvels op de grens met de regio Siena. Dit was eveneens het hart van de Etruskische cultuur.

- De kust, de stranden en de zee van de Toscaanse Maremma. De Maremma omvat 160 km kust. De zand- en rotskusten zijn zeer gevarieerd. De bossen die grenzen aan de stranden van de Maremma behoren tot de weinige gebieden waar de ecosystemen van lagune en moeras de urbanisatie hebben overleefd.

- De Colline Metallifere (letterlijk "de metaalhoudende heuvels") zijn altijd het nijvere hart van de Maremma geweest. De bodem van deze heuvels is rijk aan mineralen. De zone loopt van de grens met de provincie Siena tot Follonica. Door de eeuwen heen werden mijnen uitgegraven. Men zocht er ijzer, koper, lood, zink en zilver. De voornaamste stad is Massa Marittima.